# …Baby One More Time (dal)
A …Baby One More Time (magyarul: Bébi, még egyszer) egy dal Britney Spears amerikai énekesnőtől. Debütáló kislemezeként jelent meg első nagylemezéről, a …Baby One More Time-ról. A számot Max Martin szerezte, producere Martin, Rami Yacoub és Denniz Pop voltak. A felvétel 1998. szeptember 30-án jelent meg a Jive Records gondozásában. Miután egy demót küldtek el – melynek eredeti előadója Toni Braxton – a kiadónak, az leszerződtette Spearst. A dance-pop stílust képviselő szám, egy lányról szól, aki megbánta, hogy szakított szerelmével. A kritikusok többnyire pozitívan fogadták a felvételt, leginkább az összetételét dicsérték.
A …Baby One More Time világszerte sikeres lett, minden országban első helyezett lett, ahol megjelent. Rengeteg minősítést kapott, az egyik legsikeresebb kislemez lett a világon, több mint 10 millió eladott példánnyal. Ennek az eredménye az lett, hogy hivatalosan a legkeresettebb kislemez lett 1999-ben. A hozzátartozó videóklipet Nigel Dick rendezte, melyben Britney egy gimnáziumban ül az órán, és közben arról álmodozik, hogy az intézményben énekel és táncol, miközben szerelmét távolról figyeli. 2010-ben a kisfilmet megválasztották a popzene történetének harmadik legbefolyásosabb klipjének.
Spears a számot minden turnéján előadta. A …Baby One More Time Tour és a Dream Within a Dream Tour állomásain ugyanúgy, mint remixelt változatát az Oops!… I Did It Again World Tour, The Onyx Hotel Tour, The M+M’s Tour, The Circus Starring Britney Spears és Femme Fatale Tour koncertkörutakon, illetve a Piece of Me show-ján. A dalért Britney kapott egy jelölést a 2000-es Grammy-díjátadón a Legjobb női popénekes kategóriában, de nem nyert.

## Háttér

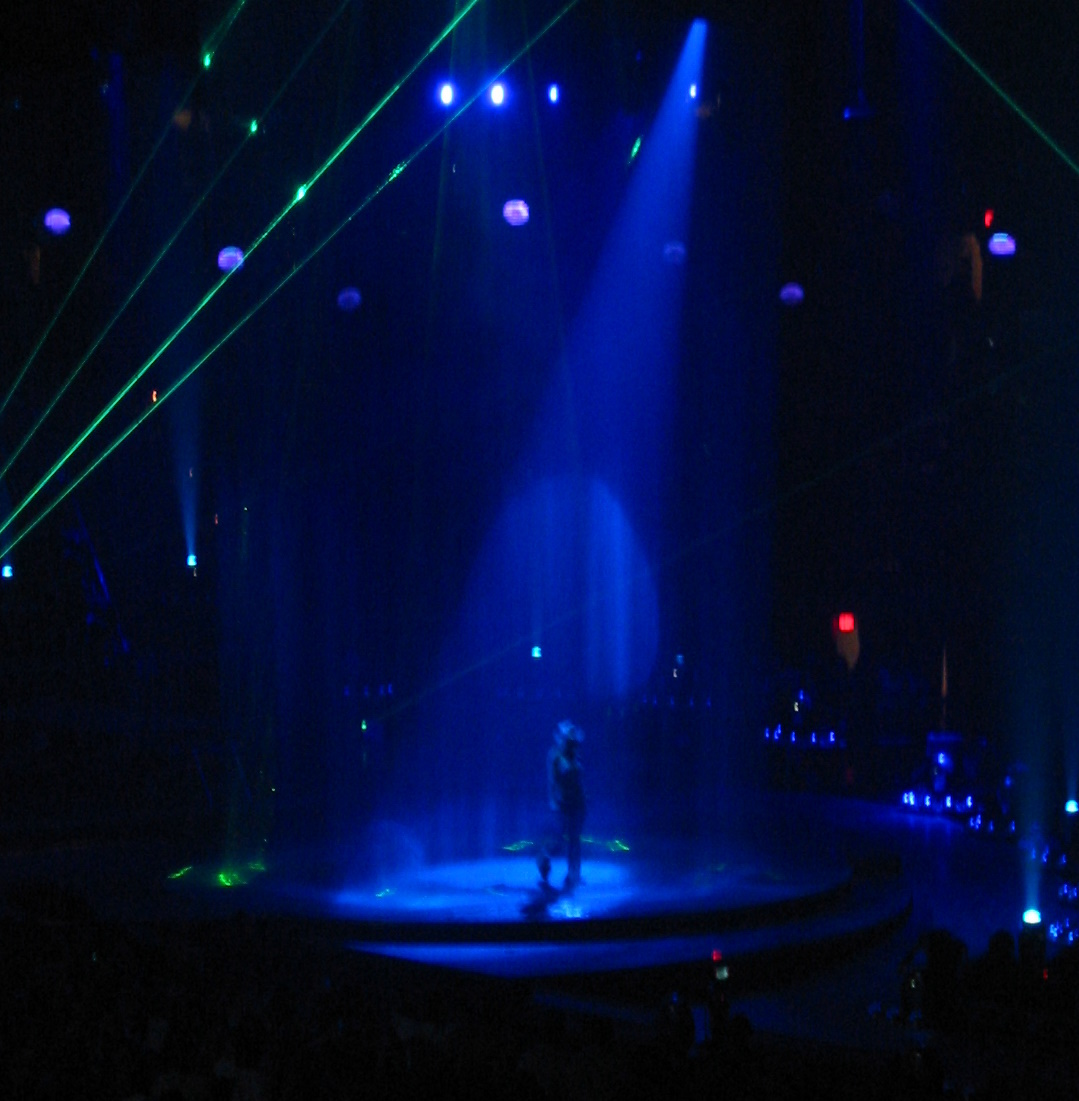
Spears előadja ráadásként a …Baby One More Time-ot egy vizes háttérben a Dream Within a Dream Tour-on.

1997 júniusában Britney Lou Pearlman menedzserrel tárgyalt arról, hogy csatlakozzon-e az Innosense nevű együtteshez. Lynne Spears megkérdezte egy barátját, Larry Rudolphot, hogy mi a véleménye egy felvételről, melyen Spears Whitney Houston-számot ad elő. Rudolph úgy döntött, egy professzionálisabb demót küld el több kiadónak is. Végül egy olyan felvétel készült el, melynek eredeti előadója Toni Braxton. Spears New Yorkba utazott, hogy kiadók vezetőivel találkozzon. Négyből három elutasította, azzal az érvvel, hogy ők popegyütteseket akarnak, mint a Backstreet Boys és a Spice Girls, és „nem volt szükség még egy Madonnára, Debbie Gibsonra vagy Tiffanyra.” Két héttel később a Jive Records visszahívta őket. Jeff Fenster így nyilatkozott Spearsről: „Nagyon ritka valakit hallani, aki érzelmes tartalmat tud közvetíteni, ugyanakkor van kereskedelmi vonzereje…” Eric Foster White producerrel dolgozhatott egy hónapig, aki élesített az énekesnő hangján. Miután hallotta a felvett anyagot, Clive Calder megrendelte az albumot. Britney eredetileg Sheryl Crow-féle zenét szándékozott készíteni, ezzel is megelégedtek, hiszen Britney így tánctehetségét is bizonyíthatta. A stockholmi Cheiron Studios-ban vették fel az album dalainak felét 1998 márciusában és áprilisában, olyan producerekkel, mint Max Martin, Denniz Pop és Rami Yacoub.
Martin megmutatta Spearsnek a Hit Me Baby One More Time című dalt, melyet eredetileg a TLC-nek szánt, ők viszont nem kérték. Spears viszont úgy érezte, ebből sláger is válhat. A "Hit Me" részt végül eltávolították a dal címéből, attól tartva, hogy agressziót sugározna. Britney a Cheiron Studios-ban vette fel a számot. Így nyilatkozott: „Nem voltam túl jó az első napon a stúdióban. Túl ideges voltam. Kimentem azon az éjjelen és szórakoztam kicsit. Másnap teljesen nyugodt voltam…” A komponálásban Denniz Pop, Martin és Rami vett részt. Thomas Lindberg gitározott, miközben Johan Carlberg basszusgitáron játszott. A háttérvokálokat Britney, Martin és Nana Hedin biztosította. Egy Autumn Goodbye című dalt is felvett az énekesnő, melynek szerzője és producere Eric Foster White volt. A felvétel a kislemez B-oldalaként jelent meg. 1997-ben vették fel New Jerseyben. A …Baby One More Time Spears első kislemezeként jelent meg 1998. szeptember 30-án a Jive Records gondozásában, az énekesnő 16 éves korában. Azóta az összes válogatásalbumán helyet kapott, míg egy remixe felkerült a B in the Mix: The Remixes című remixalbumra. Britneynek a He About to Lose Me és a Toxic című dalai mellett ez a legnagyobb kedvence.

## Kompozíció
A …Baby One More Time egy tinipop, dance-pop stílusú felvétel. 3 perc és 30 másodperc hosszú. C-mollban íródott és egyenletes 96-os percenkénti leütésszámmal rendelkezik. Spears hangterjedelme Eb3-tól G5-ig terjed. Három hangjegyű motívumra épül zongora tartományban. Emiatt sok más dallal összehasonlították. Például a Queen We Will Rock You című számával, ami szintén ilyen motívumukat tartalmaz, csak nem zongora, hanem dobbantás-taps formájában.
Claudia Mitchell és Jacqueline Reid-Walsh a dalszövege alapján azt gondolták, hogy Spears az exbarátai visszatérésére vár. Az énekesnő a következőt állította a dalszövegről: „A …Baby One More Time egy olyan dal, ami minden lányról szólhat, mivel a lényege, hogy szakítasz valakivel, és később megbánod. Ez pedig a tapasztalataim szerint mindennapos.” A refrén viszont nagy vihart kavart az Egyesült Államokban, mivel több aggódó szülő szerint a „Hit me baby one more time” (magyarul: Üss meg bébi még egyszer) résznek erőszakos a kicsengése. Válaszként az énekesnő a következőt mondta: „Ez a sor nem a fizikai ütésre utal. Arra utal, hogy adjon a fiú egy jelet arra, hogy még szereti őt. Szerintem elég vicces, hogy az emberek azt gondolják, hogy az igazi ütésre utal.” Ben Shapiro szuggesztívnek nevezte a dal ezen részeit: "Oh baby, baby / The reason I breathe is you / Boy, you got me blinded / Oh pretty baby / There's nothing that I wouldn't do" and "When I'm not with you I lose my mind / Give me a sign / Hit me baby one more time"

## Kritikai fogadtatás
A …Baby One More Time többnyire kedvező kritikákat kapott a kritikusoktól. Az összetételét dicsérték a leginkább. Amanda Murray a következőt nyilatkozta: „A …Baby One More Time egy jól komponált, jól rendezett dal, ráadásul nagyon illik Britney hangjához. Kétségtelen, hogy a …Baby One More Time-ra sokáig fogunk emlékezni, mivel az egyik legnagyobb mérföldköve a könnyűzenei műfajnak.” Bill Lamb kijelentette, hogy Spears legjobb dala mondván: „Tele van általános pophangzással és épp ez teszi az egyik legjobb felvétellé a világon.” Sara Anderson a 6. legjobb Britney dalnak nevezte. Ezenkívül megjegyezte a következőt: „Úgy érzem, hogy a következő években sok tinit láthatunk iskoláslányszerkóban.” Stephen Thomas Erlewine az AllMusic-tól a dalt egyszerűen zseniálisnak nevezte, míg a Rolling Stone írója, Barry Walters Samantha Fox korábbi slágereihez hasonlította és hozzátette: „Spears ezzel a dallal alakul át a Mickey Mouse-kislányból popdívává.” Brian Raftery a Blender-től tökéletes, ügyesen kigondolt popdalnak nevezte. Az NME írói a hihetetlen jelzővel illették. A dal elnyerte a Teen Choice Awards-on Az év dala díjat és az MTV Europe Music Awards-on A legjobb dal nevű kategóriához járó szobrocskát.

### Díjak és jelölések
| Év   | Díjátadó                | Kategória                                             | Eredmény |
| ---- | ----------------------- | ----------------------------------------------------- | -------- |
| 1999 | MTV Europe Music Awards | A legjobb dal                                         | Elnyerte |
| 1999 | Teen Choice Awards      | Az év kislemeze                                       | Elnyerte |
| 1999 | Music Week Awards       | Az év legtöbbet eladott dala az Egyesült Királyságban | Elnyerte |
| 1999 | Hot 40 Music Awards     | Az év dala                                            | Elnyerte |
| 1999 | Hot 40 Music Awards     | A legjobb dal női előadótól                           | Jelölve  |
| 1999 | Hot 40 Music Awards     | A legjobb popdal                                      | Jelölve  |
| 2000 | Grammy Awards           | A legjobb női popénekes teljesítménye                 | Jelölve  |

## Kereskedelmi fogadtatás

### Amerikai és Óceánia

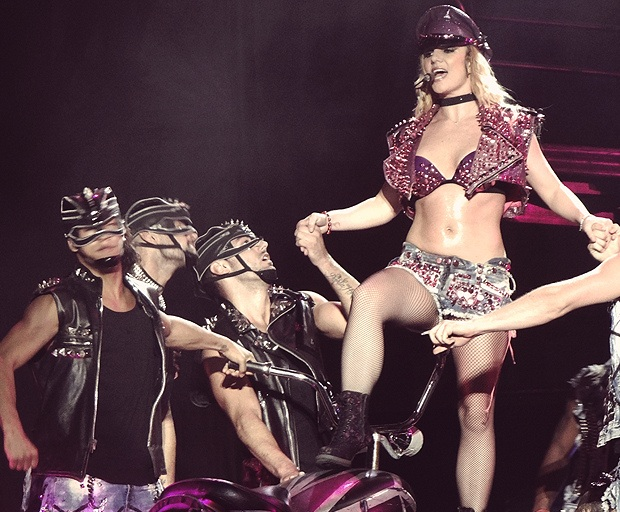
Spears és táncosai a szám előadása közben a Femme Fatale Tour egyik állomásán 2011-ben.

A dalt 1998. október 23-án küldték el az amerikai rádióknak. 1998. november 21-én debütált a Billboard Hot 100-on a 17. helyen, két és fél hónappal később érte el az első helyezést, melyet két hétig tartott, ezzel Brandy Have You Ever? című dalát váltotta. Mivel az ugyanerre a névre hallgató albuma ilyenkor debütált a Billboard 200 első helyén, Britney lett az ötödik olyan előadó, aki egyszerre tudta vezetni albumával és kislemezével az USA listáit. Végül 32 hetet töltött a Hot 100-on, ebből 29 hétig a top 40-ben tartózkodott. Ötödik lett az év végi összeállításban. A Hot 100 Singles Sales első helyezését is elérte, és négy hétig tartotta is. A kislemez platina minősítést kapott. A rádiók is rengeteget játszották, nyolcadik helyezett lett a Hot 100 Airplay listáján. A kislemez a Top 40 Tracks és Rhythmic Top 40 listákon egyaránt top 10-be jutott, a Mainstream Top 40 listát öt héten át uralta. Mára az Egyesült Államokban 1 412 000 fizikai és 511 000 digitális példányban kelt el. Ez lett az énekesnő legkelendőbb fizikai kislemeze az országban. 2010-ben miután közvetítésre került a Glee Britney/Brittany című része, az 54. helyen debütált az erős digitális eladások miatt. A kanadai kislemezlistán 1998. november 28-án debütált, majd egypár héttel később el is érte a csúcspozíciót. 14 hétig maradt a legjobb 10-ben. Ezt az eredményt csak a 2008-as Womanizer című kislemeze tudta meghaladni.
Az ausztrál kislemezlistán a 20. helyen debütált, egy hónappal később érte el az első helyet, melyet kilenc hétig tartott. A felvétel a második legsikeresebb ausztrál kislemez lett abban az évben. Több mint 210 000 példányt adtak el belőle, s ennek köszönhetően az Australian Recording Industry Association (ARIA) szervezet háromszoros platinalemez minősítést biztosított a dalnak. Új-Zélandon négy hetet töltött a lista élén, és platina minősítés jutott a dalnak a Recording Industry Association of New Zealand (RIANZ) szervezet megítélése alapján, mely ott 15 000 eladott kislemez után jár

### Európa
Az összes európai ország kislemezlistáján, melyen megjelent első helyezett lett. Európa kislemezlistáját 10 hétig vezette, majd a harmadik lett az év végi listán. Két hetet töltött a francia kislemezlista élén, és félmillió eladott példány után platina minősítést kapott. Közel 10 évig ez volt az egyetlen No. 1 dala. A német kislemezlistán is első lett, melyet hat hétig tartott, és 750 000 példány kelt el belőle, mely egy háromszoros arany minősítést eredményezett. Az Egyesült Királyságban 250 000 példány került eladásra három nap alatt. Spears rekordot döntött azzal, hogy 460 000 lemezt adott el az első héten a szigetországban. 1999. március 26-án kétszeres platina minősítést ítéltek a dalnak. 1999 legsikeresebb kislemeze lett a szigetországban. Továbbá a 25. minden időt nézve. Mára másfél millió példányt adtak el az Egyesült Királyságban belőle. Britney csatlakozott azon énekesek csoportjához, akik több millió példányban adtak el kislemezeket (például Kylie Minogue, Whitney Houston, Cher, és Céline Dion). Ezeknek az eladásoknak az eredménye végül az lett, hogy a …Baby One More Time 1999 legsikeresebb kislemezévé vált.

## Videóklip

Britney az iskoláslány szettben. Bár sokan kritizálták, mégis ikonikussá vált világszerte.

### Háttér
A …Baby One More Time zenei videóját 1998. augusztus 6-8-áig forgatták Los Angelesben, azon belül Venice High School névre hallgató iskolában. A videó rendezője Nigel Dick volt. Miután kiderült, hogy Dick rendezi a klipet, sok kritikát kapott a kortárskollégáitól. Ő a kritikákra a következőt válaszolta: „A dal, amihez klipet készítek nagyszerű. Én nem tudok semmit Britneyről. Sosem néztem a Mickey Mouse Club-ot. Britney olyan a forgatáson, mint egy nagy gyerek, aki lelkesen dolgozik. Mellesleg imádom ezt a dalt. Ez csak jó zene.” Eredetileg animált klipet akartak készíteni, hogy vonzza a fiatalabb korosztályokat. Spears viszont nem nagyon örült ennek az ötletnek. Azt mondta, hogy olyan klipet akar csinálni, ami tükrözi az életét. Hozzátette, hogy egy katolikusiskolában lenne a legjobb felvenni. Végül az ő ötletét valósították meg. Dick erre indokként azt mondta, hogy több táncjelenetet tudtak felvenni. A ruhák kiválasztása se ment zökkenőmentesen. Dick eredeti ötlete az volt, hogy Spears és táncosai egyszerű farmernadrágot és pólót viselnek, de az előadó inkább úgy döntött, hogy olyan egyenruhában akar lenni, mint a katolikusiskolákban. A kritikusok meglehetősen pozitívnak találták az énekesnő választását, többen is megjegyezték, hogy bár a ruhák fejenként 17$ értékűek lehettek, de Britney mégis meghódította vele a világot. A csomózott póló is az ő ötlete volt. Indoklásként azt mondta, hogy valami egyedit akart létrehozni. Miután leforgatták a klipet Spears elmondta, hogy csodás élmény volt együtt dolgozni Dickkel. A klip premierjére 1998. november 21-én került sor.

### Áttekintés
A videó elején megjelenik Britney, aki unatkozik a tanóra alatt és várja, hogy kicsengessenek egy iskolában. Felicia Culotta alakítja a tanárt. Amikor megszólal a csengő, a diákok elhagyják a termeket és elkezdenek táncolni. Ezt követően az iskolaudvarban Spears és néhány diák jelenik meg sportos ruhában és végrehajtanak néhány sportos-táncos trükköt. Majd egy tornateremben néz egy kosárlabda meccset, míg a közelében ül a szerelme, akit az igazi unokatestvére játszik. Végül újra elkezd táncolni a diákokkal a kicsengetésig. Azután látjuk újra egy tanteremben Britneyt és kiderül, hogy csak álmodozott.A klip végén Spears elmosolyodik.

### Fogadtatás
Mára az iskoláslányjelmez ikonikussá vált. A klip nagy vihart kavart a szülők szemében, mivel az énekesnő akkor 16 éves volt és olyan ruhát viselt, ami az "erotikus testrészeit" (például hasát) nem takarta el. 1999-ben a videóért Spears megszerezte élete első 3 MTV Video Music Awards jelölését: A legjobb pop videóklip, A legjobb koreográfia és A legjobb női videóklip kategóriában jelölték. A VH1 2001-ben a 90. helyre helyezte a videót a Minden idők legjobb videói című különkiadásban. 2008-ban a Total Request Live című műsornak az finál részében egy 3 órás listát játszottak le, ami minden idők leghíresebb videóit összegezte. A klip került az 1. helyre, ezzel a leghíresebb videóklipnek lett kijelentve. Ez volt az utolsó videó, amit lejátszottak a műsorban. A kisfilmre később Britney hivatkozott az If U Seek Amy-nek a klipjében. 2010-ben a Billboard indított, egy szavazást, amiben a 10 legjobb Britney klipet kérték számon. A klipet a 4. helyre sorolták.
| Év   | Díjátadó                 | Kategória                           | Eredmény |
| ---- | ------------------------ | ----------------------------------- | -------- |
| 1999 | France Mellier M6 Awards | A legjobb debütáló klip             | Elnyerte |
| 1999 | MTV Video Music Awards   | A legjobb női videó                 | Jelölve  |
| 1999 | MTV Video Music Awards   | A legjobb pop videó                 | Jelölve  |
| 1999 | MTV Video Music Awards   | A legjobb koreográfia               | Jelölve  |
| 1999 | MTV Video Music Awards   | Közönségdíj                         | Jelölve  |
| 1999 | Much Music Video Awards  | A legjobb nemzetközi videó          | Elnyerte |
| 2008 | Total Request Live       | Minden idők leghíresebb videóklipje | Elnyerte |

## Koncertfellépések

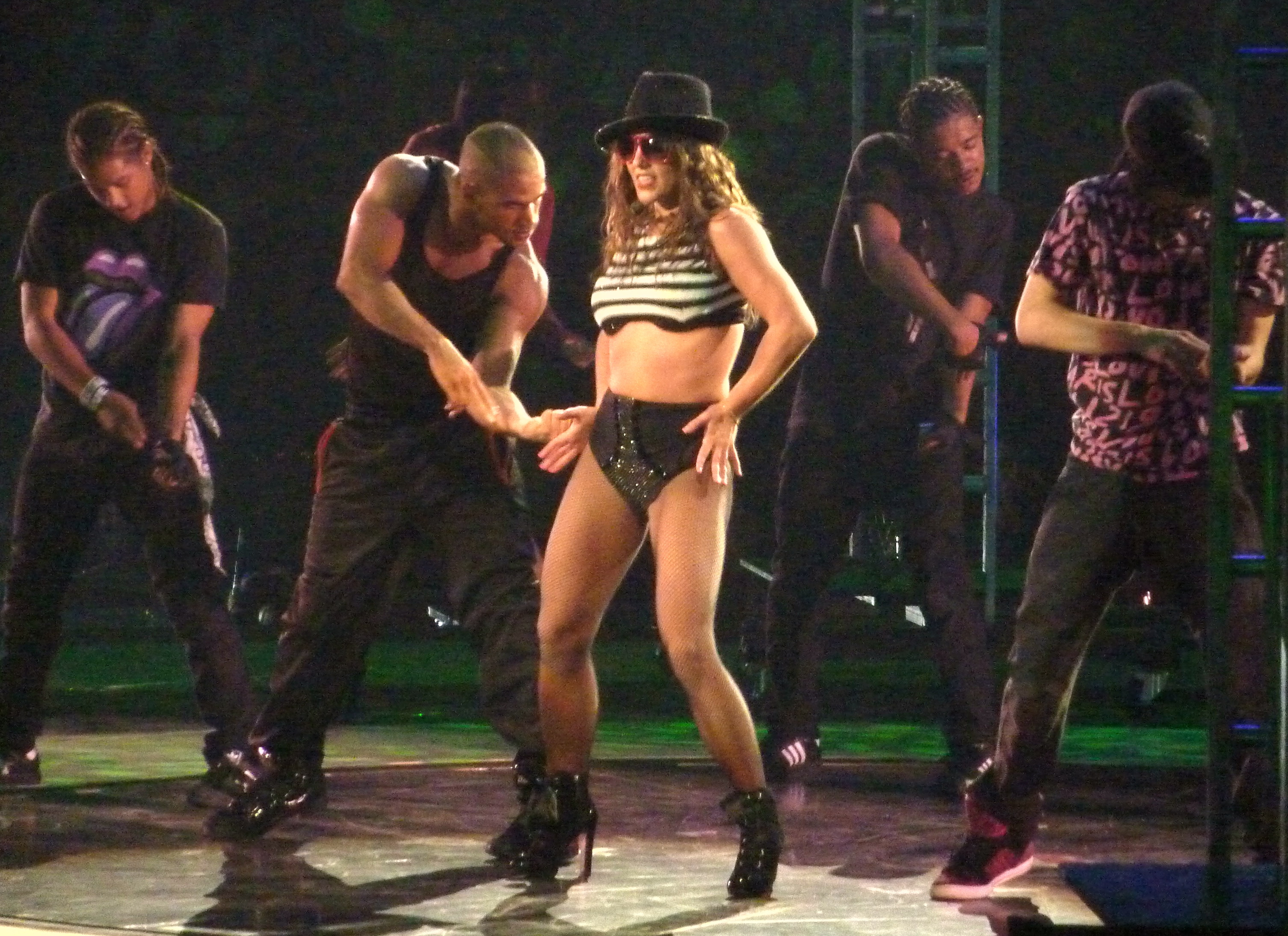
Spears és táncosai a dal előadása közben a 2009-es The Circus Starring Britney Spears turné egyik állomásán.

A dalt Britney számtalan alkalommal előadta. Fellépett vele az 1999-es MTV Video Music Awards-on, MTV Europe Music Awards-on (a (You Drive Me) Crazy mellett) és a Billboard Music Awards-on. Egy egyveleg részeként (a From the Bottom of My Broken Heart mellett) énekelte el a 42. Grammy Awards-on. A kritikusok ezen előadását kifogásolhatónak vélték. Később, 2003-ban a Britney Spears: In the Zone című DVD-jén egy remixelt változattal lépett fel. 2003-ban a National Football League Kickoff során is előadta a számot, majd szeptember 4-én a National Mallban az I’m a Slave 4 U mellett. A műsor pirotechnikát is magában foglalt.
A …Baby One More Time Britney összes koncertkörútjának dallistáján helyet kapott eddig. A …Baby One More Time Tour-on ráadásszámként adta elő. A 2000-es Oops!… I Did It Again World Tour-on egy táncos jelenet után énekelte el a dalt. A 2001-es Dream Within a Dream Tour-on is fellépett a számmal. Ballada formában kezdte itt előadni, majd egy technostílust idéző változatba ment át a szám.
A The Onyx Hotel Tour-on a Showdown után a dal mellett az Oops!… I Did It Again-t és (You Drive Me) Crazy-t adta elő. Mindhárom számból egy újradolgozott változat volt hallható. A …Baby One More Time-ot egy promóciós turnén, a The M+M’s Tour-on is fellépett vele. A The Circus Starring Britney Spears turnéból sem maradt ki a szám előadása. A dallistán a Toxic után következett. Táncosaival egy remixváltozatot adott elő. A 2011-es Femme Fatale Tour-on, egy egyveleg részeként lépett fel a számmal Rihanna S&M című dalának remixe mellett.
2013 végétől kezdődő Piece of Me shown újra helyet kapott. A felvételt vörös parókában, sötétebb stílusú témában és jelmezben adta elő. A fellépés ázsiai jellemvonásokkal rendelkezik, mint például a háttérben látható nindzsának öltözött táncosok és a karate-ra emlékeztető koreográfia.

## Feldolgozások

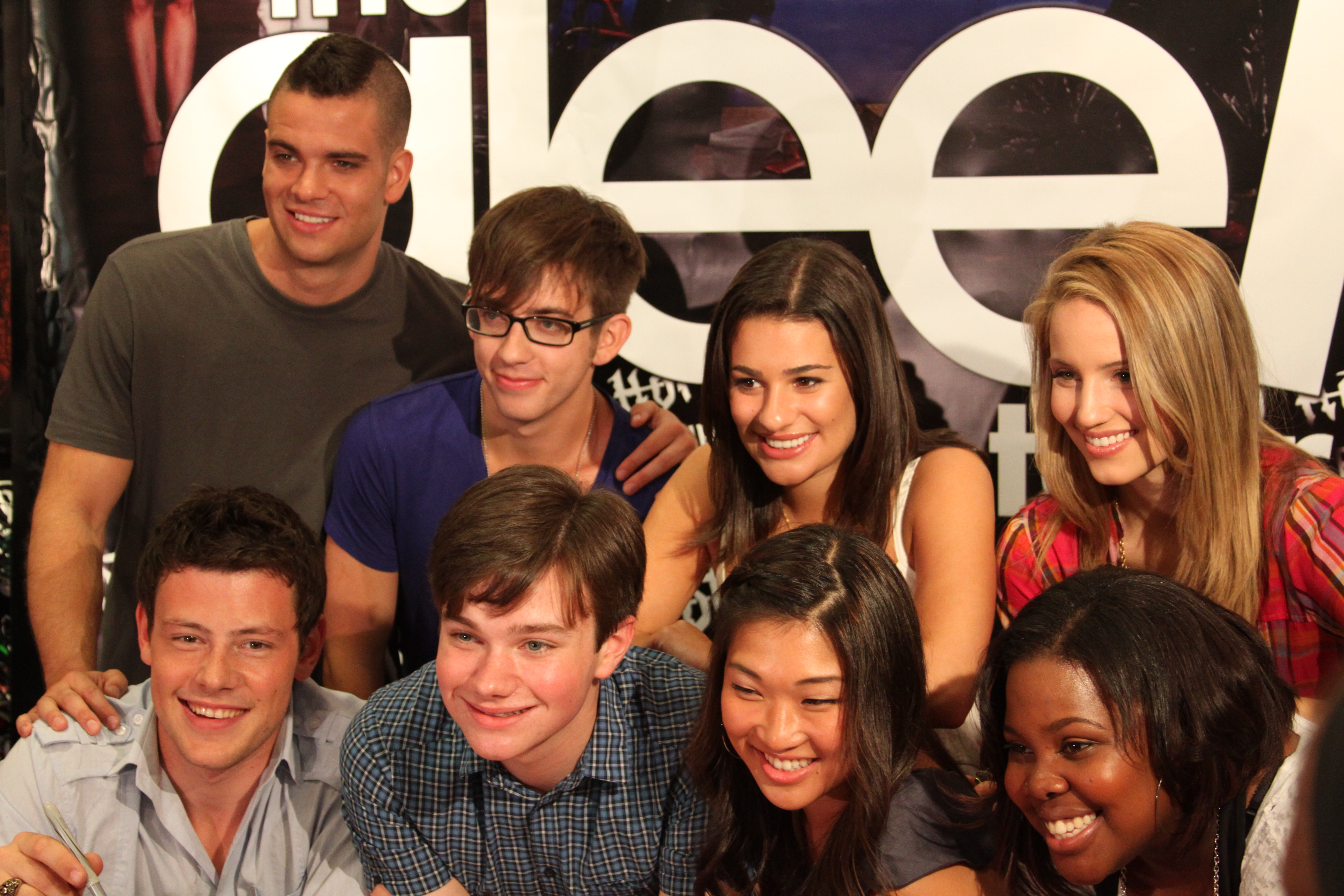
Lea Michele a Glee – Sztárok leszünk! című műsorban adta elő a dalt egy Britneynek szentelt részben, a Britney/Brittany-ben. Az előadás hasonlított a dal videóklipjére.

A …Baby One More Time-mot már több művész dolgozta fel és vette fel a saját albumára. A dal egyik legkorábbi élő feldolgozását egy skót zenekar, a Travis rögzítette egy koncert során. A feldolgozás később szerepelt a Turn című kislemezüknek a B-oldalán. Francis Healey elmondta, hogy amikor először hallgatta meg az átdolgozást, valamiért mosolyra húzódott a szája, de nem tudta miért. A The Guardian írói szerint az átdolgozással megismerhetjük a zenekar „sötétebb oldalát”. A legtöbben ezt nevezték a sláger legjobb és a legfontosabb átdolgozásának. Maga az énekesnő is meghallotta egyszer egy bevásárlóközpontban. A következőt nyilatkozta: „Nagyon fura volt a saját dalomat hallani más hangjával, de mégis nagyon tetszett. Egészen más hangulata volt, mint a saját felvételemnek.” 2005 júliusában egy koncerten a The Dresden Dolls is előadta, mivel ők voltak a Panic at the Disco nevű band előzenekara. 2008. november 29-én az X Faktorban – pont akkor, amikor az énekesnő sztárvendégként előadta a Womanizer című 2008-as slágerét – a JLS lépett fel a dallal. Simon Cowell, a fő bíra gyengének nevezte a fellépést.
2009. július 13-án Tori Amos turnéjának számlistáján helyet kapott. 2009. október 15-én Kris Allen is előadta egy iskolában adott koncerten. Pozitív visszajelzéseket kapott a kritikusoktól az előadás. A Black Ingvars svéd heavy metal együttes felvette a dalt a 2000-ben kiadott albumukra, a Kids Superhits-re. Ugyanabban az évben a Ten Masked Men metalegyüttes is felvette a dalt saját albumára, a Return of the Ten Masked Men-re. 2003-ban felénekelte egy amerikai pop-punk zenekar, a Bowling for Soup a Freaky Friday című filmhez. A zenekar frontembere a feldolgozásról megjegyezte: „Nagyon sötét hangulatúra és rockosra sikeredett a felvétel. Nem az a pop stílusú, mint amilyeneket mi szoktunk csinálni.” 2005-ben az amerikai pop zenekar, a Fountains of Wayne felvette válogatásalbumukra, a Out-of-State Plates-re.
2006-ban Trombo Combo felvette saját albumára, ami a Trombo Combo: Swedish Sound Deluxe címet kapta. Egy zenei duó, a Doll Factory felvette a dalt, mint bónuszszám, saját albumukra, ami a Weightless címet kapta. A Glee – Sztárok leszünk! című műsorban is előadták a dalt egy külön részben, aminek a címe Britney / Bretagne volt. Az előadásban olyan ruhát viseltek, amilyen a zenei videójában van.

## Hatása a zenében
A …Baby One More Time világszerte elismert szám lett, több kritikus is popzene egyik legfontosabb mérföldkövének tartotta. A 25. helyre került A legnagyobb pop dalok 1963 óta című listán, amit a Rolling Stone állított össze. A Blender magazin Minden idők 500 legjobb dala listáján a 9. helyre rakta. A VH1 által kiadott Az 1990-es évek legjobb dalai című összeállításban a 7. helyezést érte el, míg a 2003-as végső listán a 28-at szerezte meg. Bill Lamb a 14. hellyel illette meg a Minden idők top 40 pop dala című összeállításában. A zenei videóját megszavazták a 3. legbefolyásosabb pop videónak. Az eredményt a Jam! tette közzé. Minden idők egyik legsikeresebb kislemeze lett, mivel mára már 10 millió példányban kelt el világszerte. A felvételért Spears megkapta élete 1. Grammy jelölését a Legjobb Női Popénekes kategóriában. Az Egyesült Királyságban egy közönségszavazás alapján a 6. legkedveltebb számmá lett kijelentve.
Spears a dallal nemzetközi popikon lett és sikerült beindítani zenei karrierjét. A Rolling Stone-ban így írtak Britneyről: „Egyértelműen az egyik legellentmondásosabb, legsikeresebb női énekes a 21. században.” Scott Plagenhoef szerint a szerzemény nagyban hasonlít a Smells Like Teen Spirit című dalra és megjegyezte, hogy Spears megváltoztatta a tini pop stílusát, jelentőségét.

## Számlista és formátumok
| - CD kislemez 1. …Baby One More Time – 3:30 2. Autumn Goodbye – 3:41 3. …Baby One More Time (Video) - Brit 1. CD kislemez 1. …Baby One More Time – 3:30 2. …Baby One More Time (Sharp Platinum Vocal Remix) – 8:11 3. …Baby One More Time (Davidson Ospina Club Mix) – 5:40 - Brit 2. CD kislemez 1. …Baby One More Time (Radio Version) – 3:30 2. …Baby One More Time (Instrumental) – 3:30 3. Autumn Goodbye – 3:41 | - 12" Vinyl 1. …Baby One More Time (Davidson Ospina Club Mix) – 5:40 2. …Baby One More Time (Davidson Ospina Chronicles Dub) – 6:30 3. …Baby One More Time – 3:30 4. …Baby One More Time (Sharp Platinum Vocal Remix) – 8:11 5. …Baby One More Time (Sharp Trade Dub) – 6:50 - Francia CD kislemez / The Singles Collection kislemez 1. …Baby One More Time – 3:30 2. Autumn Goodbye – 3:41 |

## Slágerlistás helyezések és minősítések
| Kislemezlista (1998–99)           | Legjobb helyezés |
| --------------------------------- | ---------------- |
| Ausztrál kislemezlista            | 1                |
| Belga kislemezlista (Flandria)    | 1                |
| Belga kislemezlista (Vallónia)    | 1                |
| Brit kislemezlista                | 1                |
| Dán kislemezlista                 | 1                |
| Európai Hot 100 kislemezlista     | 1                |
| Finn kislemezlista                | 1                |
| Francia kislemezlista             | 1                |
| Holland Top 40 kislemezlista      | 1                |
| Ír kislemezlista                  | 1                |
| Kanadai Hot 100 kislemezlista     | 1                |
| Német kislemezlista               | 1                |
| Norvég kislemezlista              | 1                |
| Olasz kislemezlista               | 1                |
| Osztrák kislemezlista             | 1                |
| Svájci kislemezlista              | 1                |
| Svéd kislemezlista                | 1                |
| Új-zélandi kislemezlista          | 1                |
| USA Billboard Hot 100 lista       | 1                |
| USA Mainstream Top 40 (Pop Songs) | 1                |
| USA Top 40 Tracks                 | 3                |
| USA Rhythmic Top 40               | 10               |
| USA Radio Songs                   | 8                |
| USA Hot 100 Singles Sales         | 1                |
| USA Adult Pop Songs               | 25               |
| Kislemezlista (2010)              | Legjobb helyezés |
| USA Billboard Hot 100 lista       | 54               |

| Kislemezlista (1999)           | Helyezés |
| ------------------------------ | -------- |
| Ausztrál kislemezlista         | 2        |
| Belga kislemezlista (Flandria) | 1        |
| Belga kislemezlista (Vallónia) | 1        |
| Brit kislemezlista             | 1        |
| Európai Hot 100 kislemezlista  | 3        |
| Francia kislemezlista          | 7        |
| Kanadai Hot 100 kislemezlista  | 19       |
| Német kislemezlista            | 3        |
| Osztrák kislemezlista          | 3        |
| Svájci kislemezlista           | 3        |
| USA Billboard Hot 100 lista    | 5        |

| Kislemezlista (1990-1999) | Helyezés |
| ------------------------- | -------- |
| Brit kislemezlista        | 8        |
| Izrael                    | 24       |
| USA Billboard Hot 100     | 78       |

| Kislemezlista                     | Helyezés |
| --------------------------------- | -------- |
| Brit kislemezlista                | 25       |
| USA Mainstream Top 40 (Pop Songs) | 16       |

| Ország             | Minősítés          | Eladás     |
| ------------------ | ------------------ | ---------- |
| Ausztrália         | 3×-os platinalemez | 210 000+   |
| Ausztria           | Platinalemez       | 30 000+    |
| Egyesült Királyság | 2×-es platinalemez | 1 500 000+ |
| Egyesült Államok   | Platinalemez       | 1 750 000+ |
| Franciaország      | Platinalemez       | 510 000+   |
| Hollandia          | Platinalemez       | 85 000+    |
| Németország        | 3×-os aranylemez   | 750 000+   |
| Norvégia           | 2×-es platinalemez | 20 000+    |
| Svájc              | Platinalemez       | 50 000+    |
| Svédország         | Platinalemez       | 20 000+    |
| Új-Zéland          | Platinalemez       | 15 000+    |

### Első helyezések
| Előző Brandy – Have You Ever?                                                                           | Billboard Hot 100 lista első helyezettje 1999. Január 30. – 1999. Február 6. | Következő Monica – Angel of Mine                                                         |
| Előző New Radicals – You Get What You Give                                                              | Kanadai kislemezlista első helyezettje 1999. Február 1. – 1999. Március 1. | Következő Cher – Believe                                                                 |
| Előző The Offspring – Pretty Fly (For a White Guy)                                                      | Ír kislemezlista első helyezettje 1999. Február 20. – 1999. Április 3. | Következő Westlife – Swear It Again                                                      |
| Előző Lenny Kravitz – Fly Away                                                                          | Brit kislemezlista első helyezettje 1999. Február 21. – 1999. Március 7. | Következő Boyzone – When the Going Gets Tough, the Tough Get Going                       |
| Előző Ardijah – Silly Love Songs Lutricia McNeal – My Side of Town Boyzone – I Love the Way You Love Me | Új-Zélandi kislemezlista első helyezettje 1999. Február 21. – 1999. Március 7. (először) 1999. Március 21. – 1999. Március 28. (másodszor) 1999. Április 18. – 1999. Április 25. (harmadszor) | Következő New Radicals – You Get What You Give Steps – Heartbeat/Tragedy TLC – No Scrubs |
| Előző The Offspring – Pretty Fly (For a White Guy)                                                      | Norvég kislemezlista első helyezettje 1999. 8. hét – 1999. 16. hét | Következő 2Pac – Changes                                                                 |
| Előző Cher – Believe                                                                                    | Ausztrál kislemezlista első helyezettje 1999. Február 28. – 1999. Május 2. | Következő TLC – No Scrubs                                                                |
| Előző Alice Deejay – Better Off Alone                                                                   | Német kislemezlista első helyezettje 1999. Március 5. – 1999. Április 16. | Következő Mr. Oizo – Flat Beat                                                           |
| Előző Tupac Shakur                                                                                      | Holland kislemezlista első helyezettje 1999. Március 6. – 1999. Április 17. | Következő Vengaboys – We're Going To Ibiza!                                              |
| Előző The Offspring – Pretty Fly (For A White Guy)                                                      | Belgium (Flemish) kislemezlista első helyezettje 1999. Március 13. – Május 8. | Következő Mr. Oizo – Flat Beat                                                           |
| Előző Emilia Rydberg – Big Big World                                                                    | Svájci kislemezlista első helyezettje 1999. Március 14. – 1999. Május 16. | Következő Backstreet Boys – I Want It That Way                                           |
| Előző Markoolio – Vi drar till fjällen                                                                  | Svéd kislemezlista első helyezettje 1999. Március 18. – 1999. Április 8. | Következő Martin – (Du är så) yeah yeah, wow wow                                         |
| Előző Blå Øjne – Romeo                                                                                  | Dán kislemezlista első helyezettje 1999. Március 20. – 1999. Április 24. | Következő Blå Øjne – Dig & Mig                                                           |
| Előző A klana Indiana – A klana Indiana                                                                 | Osztrák kislemezlista első helyezettje 1999. Március 21. – 1999. Május 16. | Következő Backstreet Boys – I Want It That Way                                           |
| Előző Larusso – Tu m'oublieras                                                                          | Belgium (Walloon) kislemezlista első helyezettje 1999. Március 27. – 1999. Május 29. | Következő Moos – Au nom de la rose                                                       |
| Előző Apulanta – Hallaa                                                                                 | Finn kislemez lista első helyezettje 1999. 16. hét – 1999. 17. hét | Következő Apulanta – Hallaa                                                              |
| Előző Larusso – Tu m'oublieras                                                                          | Francia kislemezlista első helyezettje 1999. Április 24. – 1999. Május 8. | Következő Moos – Au nom de la rose                                                       |

## Közreműködők
| …Baby One More Time - Britney Spears – vokál, háttérvokál - Denniz Pop – komponálás - Max Martin – dalszerzés, komponálás, keverés, háttérvokál - Rami Yacoub – dalszerzés, komponálás - Nana Hedin – háttérvokál - Thomas Lindberg – gitár - Johan Carlberg – basszusgitár - Tom Coyne – maszterizálás | Autumn Goodbye - Britney Spears – vokál, háttérvokál - Eric Foster White – dalszerzés, komponálás, keverés, hangszerek - Nikki Gregoroff – háttérvokál - Tom Coyne – maszterizálás |

Forrás:

## Fordítás
- Ez a szócikk részben vagy egészben  a(z)   ...Baby One More Time (song) című angol Wikipédia-szócikk fordításán alapul.  Az eredeti cikk szerkesztőit annak laptörténete sorolja fel. Ez a jelzés csupán a megfogalmazás eredetét és a szerzői jogokat jelzi, nem szolgál a cikkben szereplő információk forrásmegjelöléseként.

## Külső hivatkozások
- Videóklip a Vevo-n – VEVO.
- …Baby One More Time dalszövege